# Ivet Musons
Ivet Musons (født 17. juni 1992 i Sant Quirze del Vallès) er en spansk håndboldspiller, som spiller for BM Elche Mustang og Spaniens håndboldlandshold.